# Ramiro Martínez (entrenador de fútbol)
Ramiro Martínez (Montevideo, Uruguay; 31 de agosto de 1963) es un entrenador de fútbol uruguayo, Actualmente director técnico de Durazno Futbol Club de la Primera División Amateur de Uruguay.

## Clubes

### Como entrenador
| Club                       | País      | Año       |
| -------------------------- | --------- | --------- |
| Rampla Juniors (juveniles) | Uruguay   | 1994-1995 |
| Cerro (juveniles)          | Uruguay   | 1999-2000 |
| Cerro                      | Uruguay   | 2001      |
| Paysandú Bella Vista       | Uruguay   | 2002      |
| Uruguay Sub-20             | Uruguay   | 2003-2004 |
| Salalah SC                 | Omán      | 2009      |
| Deportivo Mictlán          | Guatemala | 2011      |
| Cerrito                    | Uruguay   | 2013      |
| Peñarol (juveniles)        | Uruguay   | 2013-2017 |
| Danubio (juveniles)        | Uruguay   | 2018-2019 |
| Real España                | Honduras  | 2019-2020 |
| Rocha Fútbol Club          | Uruguay   | 2021      |
| Durazno Fútbol Club        | Uruguay   | 2022      |